# Ușă

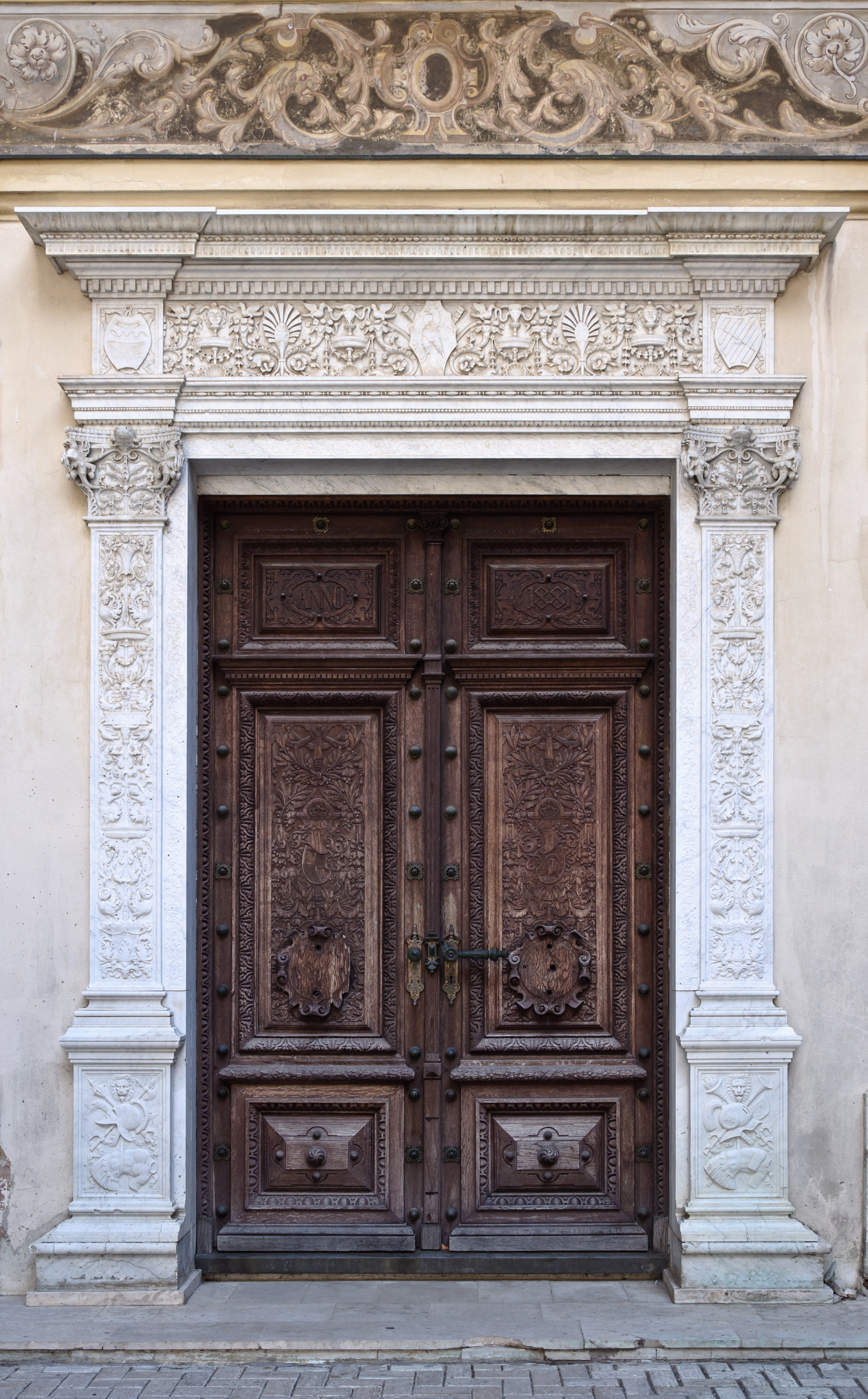
Ușă în curtea interioară a castelului Peleș, Sinaia

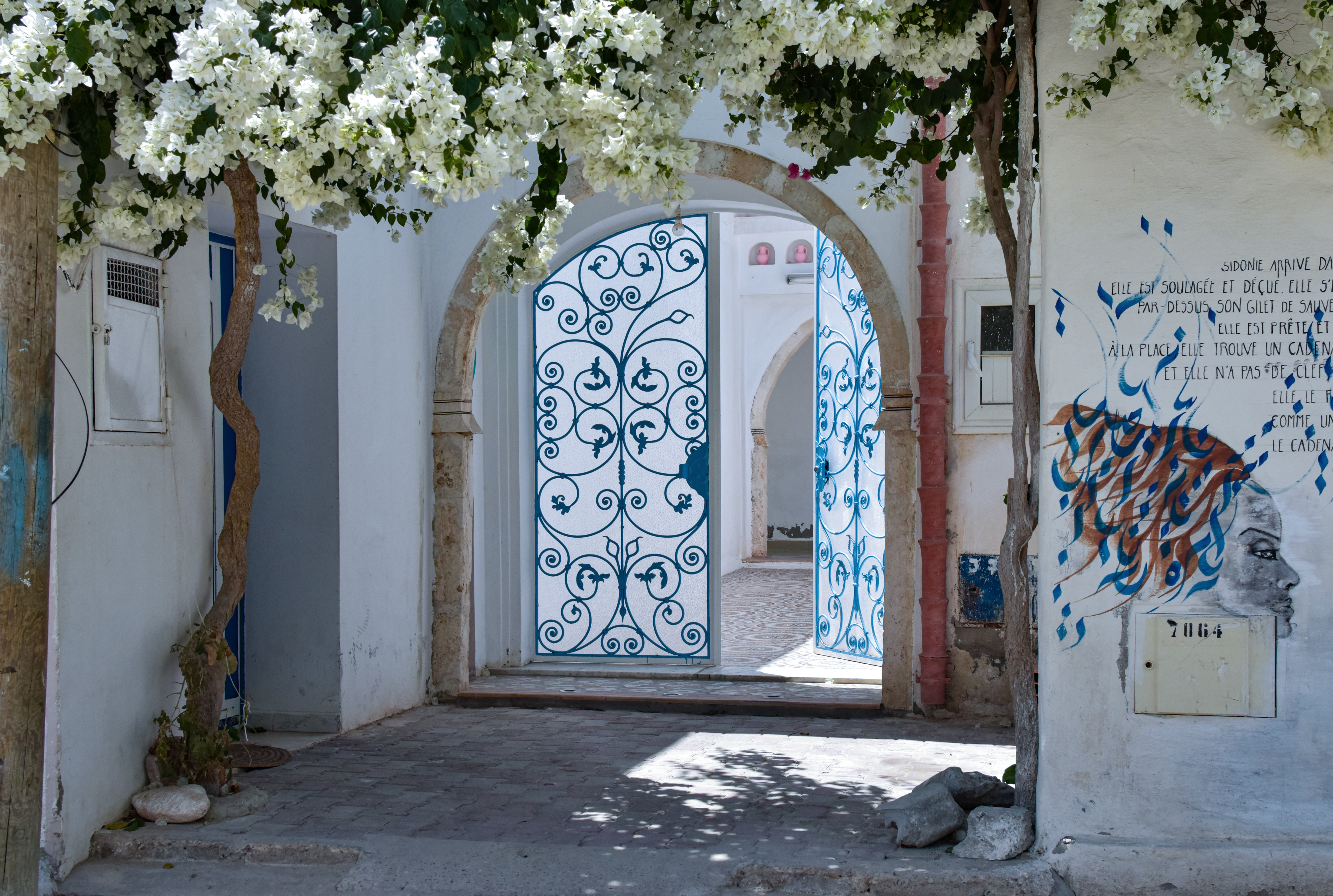
Ușă

Ușă se numește un ansamblu format dintr-un cadru fix de care se prinde o tăblie mobilă de lemn sau de metal, care închide sau deschide o deschizătură de formă regulată, lăsată în peretele unei clădiri sau al unui vehicul, pentru a permite intrarea și/sau ieșirea din acestea. În sens restrâns, desemnează numai tăblia din acest ansamblu.